# بادن

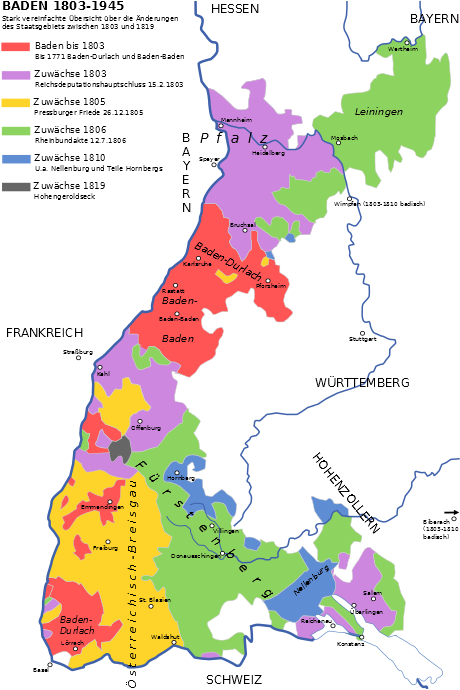

بادن (Baden) دولة تاريخية على الضفة الشرقية من نهر الراين في جنوب غرب ألمانيا، والآن تشكل الجزء الغربي من ولاية بادن فورتمبيرغ في ألمانيا.
دخلت بادن حيز الوجود في القرن الثاني عشر كمرغريفية بادن وتقسيم لاحقا إلى خطوط مختلفة، والتي كانت موحدة في 1771. أصبح في وسع كثيرا دوقية بادن الكبرى خلال تفكك الامبراطورية الرومانية المقدسة في 1803-1806، وظلت دولة ذات سيادة حتى انضمت إلى الإمبراطورية الألمانية في عام 1871، بقي هناك حتى عام 1918 دوقية عندما أصبح جزءا من جمهورية فايمر باسم جمهورية بادن. ويحد بادن من الشمال مملكة بافاريا ودوقية هسن الكبرى؛ إلى الغرب وعمليا في جميع أنحاء طوله كله عن طريق نهر الراين، والتي فصلها عن بالاتينات الراينية البافارية الألزاس في فرنسا الحديثة، وإلى الجنوب من سويسرا، وإلى الشرق من مملكة فورتمبيرغ، وإمارة هوهنتسولرن سيغمارينغن وجزئيا بافاريا.
بعد الحرب العالمية الثانية في عام 1945، أنشأت الحكومة العسكرية الفرنسية ولاية بادن (معروفة أصلا باسم "بادن الجنوبية") للخروج من النصف الجنوبي من بادن السابقة، مع فرايبورغ كعاصمة. وقد أعلن هذا النصف الجنوبي من بادن في دستور عام 1947 ليكون خليفته الحقيقي للبادن القديمة. ضـُم النصف الشمالي من بادن القديمة مع شمال فورتمبيرغ كجزء من المنطقة العسكرية الأمريكية، وشكلا ولاية فورتمبيرغ بادن. كلا الولايتين صارت من ولايات ألمانيا الغربية عند تشكيلها في عام 1949.
في عام 1952 اندمجت بادن مع فورتمبرغ بادن وفورتمبرغ هوهنتسولرن (جنوب فورتمبرغ وجيب مقاطعة هوهنتسولرن البروسية السابقة) لتشكل ولاية بادن فورتمبيرغ. هذا هو الدمج فقط من الدول التي وقعت في تاريخ جمهورية ألمانيا الاتحادية.
نشيد بادن يسمى «أغنية شعب بادن» (Badnerlied)، يتألف من أربع أو خمس آيات عادة تقليدية. ومع ذلك، على مر السنين، تم إضافة العديد من الآيات—هناك مجموعات مع ما يصل إلى 591 آيات من النشيد.